# Destinul bufonului
Destinul bufonului (2003) (titlu original Fool's Fate) este o carte a scriitoarei americane Robin Hobb. Este a treia parte din trilogia Omul arămiu (Tawny Man).

## Prezentare
Alianța dintre Cele Șase Ducate și Insulele Străine va asigura pacea în lume, iar primul pas în acest sens ar trebui să fie căsătoria Prințului Dutiful cu Narcesca (Prințesa) Elliania din clanul Blackwater din Tribul Narvalului. Cu toate acestea, ca un cadou de nuntă, Narcesca cere capul unui dragon care doarme adânc în miezul ghețarului de pe Insula Aslevjal.
Navele prințului Dutiful se îndreaptă spre insulă. Însă, nu toți cei prezenți pe nave caută să ajute la uciderea ultimului dragon. Reprezentanții Sângelui Străvechi caută să-l găsească pe Icefyre, dar pentru a preveni crima. Pentru Fitz, scopul principal este de a-l proteja pe prințul Dutiful.

## Cuprins
| - Prolog - Înfruntând soarta - Capitolul 1 - Șopârle - Capitolul 2 - Fii - Capitolul 3 - Agitație - Capitolul 4 - Schimb de arme - Capitolul 5 - Plecări - Capitolul 6 - Călătorie de vis - Capitolul 7 - Călătoria - Capitolul 8 - Hetgurdul - Capitolul 9 - Casa mamelor - Capitolul 10 - Narcesca - Capitolul 11 - Wuislington - Capitolul 12 - Verii | - Capitolul 13 - Aslevjal - Capitolul 14 - Omul negru - Capitolul 15 - Civil - Capitolul 16 - Scoarța de spiriduș - Capitolul 17 - Icefyre - Capitolul 18 - Gheață - Capitolul 19 - Sub gheață - Capitolul 20 - Coridoare - Capitolul 21 - Pe tărâmul femeii palide - Capitolul 22 - Reîntâlnirea - Capitolul 23 - Mintea unui dragon - Capitolul 24 - Porunca Tintagliei - Capitolul 25 - Dragoni | - Capitolul 26 - Vindecări - Capitolul 27 - Porți - Capitolul 28 - Catalizatorul - Capitolul 29 - Penele de pe o tichie de bufon - Capitolul 30 - Întregire - Capitolul 31 - Capul dragonului - Capitolul 32 - Prin pietre - Capitolul 33 - Familia - Capitolul 34 - Angajamente - Capitolul 35 - Reîncepere - Capitolul 36 - Sărbătoarea recoltei - Capitolul 37 - Până la adânci bătrâneți - Epilog |